# Svetlana Zjurova
Svetlana Sergejevna Zjurova (ryska: Светлана Сергеевна Журова), född den 7 januari 1972, är en rysk skridskoåkare.
Hon tog OS-guld på damernas 500 meter i samband med de olympiska skridskotävlingarna 2006 i Turin.